# Sadko w podwodnym królestwie
Sadko w podwodnym królestwie (ros. Садко в Подводном царстве) – obraz Ilii Riepina z 1876.
Riepin namalował obraz Sadko w podwodnym królestwie w czasie pobytu we Francji, opierając się na staroruskiej legendzie o Sadku – kupcu, który trafił do fantastycznej krainy Króla Morskiego. W momencie ukazanym na obrazie mężczyzna, zachwyciwszy króla grą na gęślach, ogląda jego 900 córek, by wybrać spośród nich przyszłą żonę.
Sadko ukazany został po prawej stronie obrazu, jako typowy rosyjski bohater bylin: płaszczu i czapce obszytymi futrem, z krótką brodą. Stoi na dnie morza, wśród rosnących bujnie wodorostów, pływających ryb i unoszących się w wodzie pęcherzyków powietrza. Córki króla przepływają przed nim w pochodzie – niektóre z nich są syrenami lub kobietami ze skrzydłami, noszą wystawne suknie lub też są półnagie, wszystkie dekorują włosy klejnotami. Idące na czele rzucają w stronę Sadka zalotne spojrzenia. Ten jednak kieruje wzrok ponad barwną grupę fantastycznych dziewcząt i skupia go na postaci skromnie ubranej dziewczyny ukazanej w ukrytej podmorskiej grocie. Jest to typowa młoda rosyjska chłopka w białej koszuli, z długim czarnym warkoczem. Obraz utrzymany jest w jednolitej tonacji kolorystycznej, z przewagą ciemnozielonej barwy wód; górne partie dzieła pogrążone są w mroku. Jedyne wyraźne źródło światła bije od grupy przechodzących dziewcząt.
W postaciach ukazanych na czele pochodu córek Króla Morskiego Riepin, według własnego opisu, zawarł ideał urody niemieckiej, francuskiej i włoskiej, zgodnie z własnymi obserwacjami poczynionymi w czasie pobytu na zachodzie Europy. Wybór Sadka, wyrażony jego spojrzeniem, miał zatem wydźwięk patriotyczny.
Ilja Riepin otrzymał za obraz Sadko w podwodnym królestwie tytuł akademika, zaś dzieło, po jego wystawieniu w Rosji, zakupił car Aleksander III Romanow.